# Западен Коуст
Западен Коуст (на английски: West Coast, в превод Западен бряг) е окръг в Република Южна Африка. Намира се в южната част на провинция Западен Кейп Площта му е 31 101 кв. км. Административен център е град Моореесбьорг.

## Административно деление
Окръга се поделя на 5 общини и 1 окръжен административен район.

## Население
267 590 (2001)

### Расов състав
(2001)
- 204 726 (72,43%)- цветнокожи
- 49 383 (17,47%)- бели
- 27 777 (9,83%)- черни
- 781 (0,28%)- азиатци

### Езици
Говорими езици са: африкаанс (89,1%), кхоса (7,4%), английски (2,3%)